# روبرت راي
روبرت راي (23 يوليو 1912 - 1981)  (بالإنجليزية: Robert Rae)‏ هو لاعب كريكت بريطاني (وحمل سابقاً جنسية المملكة المتحدة لبريطانيا العظمى وأيرلندا).